# Saíf ad-Dín Ghazi I.
Saíf ad-Dín Ghazi († listopad 1149) byl nejstarší syn tureckého atabega a později sultána Zengího a bratr aleppského sultána Núr ad-Dína. Po smrti Zengího si jeho synové Saíf ad-Dín Ghazi a Núr ad-Dín rozdělili otcovo panství; Saíf ad-Dín Ghazi se vlády chopil v Mosulu a mladší Núr ad-Dín v Aleppu. Když byl roku 1146 Núr ad-Dínem dopaden vrah Zengího Jarankeš, poslal jej na popravu Saíf ad-Dínovi do Mosulu.
Roku 1148 Saíf ad-Dín Ghazi vytáhl svému bratrovi na pomoc k Damašku, který byl obležen rytířskými druhé křížové výpravy. Zemřel v listopadu roku 1149 a na mosulský trůn usedl jeho další bratr Kutb ad-Dín Mawdúd.